# Fenkel Northern Redsea
Le Fenkel Northern Redsea est une épreuve cycliste créée en 2013 en Érythrée. Elle se déroule sous la forme d'une course à étapes et fait partie de l'UCI Africa Tour en catégorie 2.2 en 2013. Elle se déroule dans la région de Semien-Keih-Bahri, en anglais : Northern Red Sea d'où son nom. Non disputée en 2014 et 2015, elle revient en 2016 sous la forme d'une course d'un jour classée en catégorie 1.2.

## Palmarès
| Année | Vainqueur        | Deuxième         | Troisième         |
| ----- | ---------------- | ---------------- | ----------------- |
| 2013  | Tesfay Abraha    | Awet Gebremedhin | Mekseb Debesay    |
| 2016  | Mikiel Habtom    | Adhanom Zemekael | Million Amanuel   |
| 2017  | Pierpaolo Ficara | Zemenfes Solomon | Mehari Tesfatsion |